# TotalEnergies (électricité et gaz)
Pour l'équipe cycliste, voir équipe cycliste TotalEnergies.
TotalEnergies Électricité et Gaz France SA, anciennement Total Direct Énergie, est un fournisseur et producteur français privé d'électricité et de gaz présent sur le marché français depuis 2003, filiale de la compagnie pétrolière française TotalEnergies.
La société Direct Énergie est créée en mars 2003 à la suite de la déréglementation du marché de l'électricité en France — lancée en 1999 et achevée en 2007 — qui met fin au monopole d'EDF et de GDF. Après avoir commercialisé des offres d'électricité, l'entreprise lance en 2009 ses offres de gaz. À partir de 2008, elle s'engage dans la production d'énergie. En 2011, la société rachète son concurrent Poweo avec qui elle fusionne l'année suivante afin de se renforcer. En 2014, elle commence la commercialisation d'énergie en Belgique sous la marque Poweo. En 2017, elle a fourni 22,6 TWh d'énergie. En 2018, Total acquiert les 100 % du capital de Direct Énergie et le 11 avril 2019 devient Total Direct Energie, issu de la fusion avec Total Spring.
Total Direct Énergie comptait en 2021 plus de 5 millions de clients. L'entreprise produit elle-même une partie de son énergie grâce à ses centrales thermiques à cycle combiné au gaz naturel et à une filière de biométhane.

## Histoire

### 2003: Les débuts d'un fournisseur alternatif
À la fin des années 1990, l'Union européenne lance la libéralisation du marché de l'énergie européen (électricité et gaz) dans le but de faire baisser les prix et de créer un marché unique de l'énergie. En France, le calendrier prévoit l'ouverture du marché de l'électricité pour les clients consommant plus de 100 GWh en février 1999, ceux consommant plus de 16 GWh en juin 2000, ceux consommant plus de 7 GWh en février 2003, puis pour toutes les entreprises et collectivités locales en juillet 2004, et enfin pour tous les consommateurs, dont les particuliers, en juillet 2007. En parallèle, le marché du gaz est ouvert pour les clients consommant plus de 237 GWh en août 2000, ceux consommant plus de 83 GWh en août 2003, puis pour toutes les entreprises et collectivités locales en juillet 2004, et enfin pour tous les consommateurs, dont les particuliers, en juillet 2007,,.
En mars 2003, Xavier Caïtucoli, Fabien Choné et Thierry Roussel fondent Direct Énergie, fournisseur d'électricité alternatif français. Leur décision a été prise un an plus tôt après avoir vu un reportage télévisé confirmant la libéralisation totale du marché de l'électricité en France qui met fin au monopole des opérateurs historiques. En 2004, la nouvelle société signe ses premiers contrats de fourniture d'électricité avec des PME. Cette même année, elle signe des partenariats commerciaux avec la Fédération nationale de l'épicerie et Tele2 pour mieux se faire connaître auprès de leurs clients. En 2005, elle sécurise ses contrats d'approvisionnement en électricité avec les producteurs EDF, Total et Enel. En 2006, le groupe Louis-Dreyfus devient l'actionnaire de référence de Direct Énergie à la suite d'une augmentation de capital. L'année suivante, en 2007, c'est au tour de la société d'investissement François 1er Énergie de devenir un actionnaire de référence. Puis, en 2008, le groupe suisse EBM fait son entrée au capital.
En février 2007, Direct Énergie saisit le Conseil de la concurrence pour dénoncer un abus de position dominante d'EDF. L'offre de gros de fourniture d'électricité de l'opérateur historique ne permet pas aux opérateurs alternatifs de proposer des tarifs de détail compétitifs. Le Conseil de la concurrence force alors EDF à mettre en place une offre publique ouverte à tous les fournisseurs leur permettant d'être compétitif,. Ainsi, l'année suivante, Direct Énergie achète aux enchères 645 MW d'électricité nucléaire à EDF.
À l'été 2008, l'entreprise crée la société NEOEN (pour néo-énergies), une filiale spécialisée dans la production d'énergie renouvelable. Cette dernière prévoit de se développer dans le solaire photovoltaïque, l'éolien dont l'offshore, et la biomasse avec le biogaz. Elle exploite alors déjà deux parcs éoliens dans l'Aveyron (La Fage et Puech) d'une puissance cumulée de 16 MW et construit une centrale solaire photovoltaïque en Normandie. L'année suivante, le Crédit agricole et le groupe Louis-Dreyfus entrent au capital de la filiale en apportant 10 millions d'euros chacun.
Le 1er janvier 2009, la société lance son offre de gaz,.
Le 1er juillet 2011, la loi Nome du 7 décembre 2010 relative à la nouvelle organisation du marché de l'électricité entre en vigueur. Elle oblige notamment l'opérateur historique EDF à revendre à ses concurrents près d'un quart de sa production d'électricité nucléaire à un tarif réglementé. C'est l'accès régulé à l'électricité nucléaire historique (ARENH),. Ce même mois, la toute nouvelle société Impala SAS de Jacques Veyrat récupère la participation du groupe Louis-Dreyfus (35 %) dans Direct Énergie et prend le contrôle de la filiale verte Neoen. Direct Énergie et Neoen sont désormais des sociétés sœurs,.

### Fusion avec Poweo: Direct Énergie premier fournisseur alternatif
Le 30 septembre 2011, Direct Énergie annonce le rachat pour 36 millions d'euros de 46 % du capital de son concurrent Poweo jusque-là détenu par l'Autrichien Verbund. La société en devient donc son actionnaire principal. Le 11 juillet 2012, les actionnaires des deux entreprises approuvent la fusion-absorption de Direct Énergie par Poweo donnant naissance à un groupe dénommé Poweo Direct Énergie. Ce mariage permet de créer le troisième opérateur d'énergie en France et le premier fournisseur alternatif de gaz et d'électricité, concurrent des opérateurs historiques EDF et GDF Suez. De plus, les deux sociétés déficitaires espèrent atteindre une taille critique leur permettant de devenir rentable avec une base de plus d'un million de clients,. Finalement, le 5 août 2013, le groupe Poweo Direct Énergie change de dénomination sociale pour redevenir simplement Direct Énergie.
Le 1er juillet 2014, la société entame son développement à l'international en se lançant sur le marché de l'énergie belge avec sa filiale dénommée Poweo. D'abord présent en Wallonie, le fournisseur de gaz et d'électricité étend son offre à Bruxelles et à la Flandre en mai 2015,,. Cette même année, le groupe verse le premier dividende de son histoire à ses actionnaires.
En novembre 2015, la société, jusqu'alors cotée sur Alternext, est introduite sur le marché réglementé d'Euronext Paris. Elle a alors une capitalisation boursière de 775 millions d'euros.
En juin 2017, Direct Énergie entre en négociations exclusives pour l'acquisition des capacités de production de Quadran, principalement éoliennes, soit 363 MW et un portefeuille de projets de 450 MW, pour 303 millions d'euros plus un possible complément de 113 millions d'euros. Direct Énergie avait avant le rachat 2,2 millions de clients et gérait 800 MW de production électrique, principalement des centrales à gaz. À cette occasion, l'entreprise réalise une levée de fonds de 130 millions d'euros, notamment auprès de ses investisseurs historiques. Au 1er septembre 2017, l'entreprise obtient l'agrément pour gérer des contrats d'achat d'électricité renouvelable en France, jusqu'à 500 contrats pour un maximum de puissance de 2 500 MW.

### Rachat par Total
En avril 2018, Total annonce l'achat de 74 % de Direct Énergie auprès des principaux actionnaires, pour 1,4 milliard d'euros. Le 24 septembre 2018, à l’issue de l’offre publique d’achat sur les actions Direct Energie, Total détenait 95,37% du capital. À la suite du retrait obligatoire de toutes les actions Direct Energie qui n’ont pas été apportées à l’OPA, Total détient désormais 100% de Direct Energie. Avec les 1,5 million de clients déjà détenus en France et en Belgique depuis l'acquisition de Lampiris en 2016 (devenu Total Spring en France), les 2,6 millions de clients de Direct Énergie portent Total au 1er rang des concurrents d'EDF en France, derrière Engie (4 millions de clients). Total vise plus de 7 millions de clients en France à l’horizon 2025, ce qui impliquerait de passer de 10 % à 15 % de part de marché.
Le titre est retiré de la cotation en Bourse Euronext en septembre 2018.
Le 11 avril 2019, Direct Énergie devient Total Direct Énergie, issu de la fusion des fournisseurs Total Spring et Direct Energie.
Le 28 mai 2021, Total Direct Énergie est renommé en TotalEnergies Électricité et Gaz France.

## Organisation

### Direction
Direct Énergie était dirigée par un comité de direction avec à sa tête le président-directeur général. Ses membres étaient nommés par le conseil d'administration.
Président-directeur général
- Xavier Caïtucoli : depuis mars 2003 jusqu'en août 2019[36].
- Sébastien Loux : depuis septembre 2019.

### Capital
Direct Énergie est une société anonyme qui était cotée à la bourse Euronext Paris (indice CAC Small) jusqu'à son rachat par Total en 2018. Son capital social était de 4 180 524,20 € divisé en 41 805 242 actions. La société était début 2018 détenue à 34,51 % par Impala SAS de Jacques Veyrat, à 19,39 % par AMS Industries de Jean-Paul Bize, à 10,03 % par Luxempart, à 9,97 % par EBM Trirhena, à 5,92 % par LOV Group Invest de Stéphane Courbit, à 5,71 % par ses dirigeants et à 0,43 % en autocontrôle. Les 14,05 % restants étaient au flottant.

### Données financières
En 2017, Direct Énergie a réalisé un chiffre d'affaires de 1,97 milliard d'euros, en croissance de 16,2 % contre 66,5 % en 2016, et un résultat opérationnel courant de 102 millions d'euros ; il a gagné près d'un demi-million de clients, atteignant 2,56 millions de sites clients, dont les trois-quarts en électricité et le quart en gaz, avec 85 % de clients résidentiels.
|                    | 2012  | 2013  | 2014  | 2015    | 2016    |
| Chiffre d'affaires | 590,7 | 748,9 | 809,6 | 1 016,5 | 1 692,4 |
| Résultat net       | 4,5   | 6,4   | 15,2  | 27,2    | 123,6   |

### Siège
Le siège social de Direct Énergie se situait au 2 bis, rue Louis-Armand dans le 15e arrondissement de Paris en région Île-de-France. Certaines filiales ont leur siège dans d'autres villes françaises comme Rennes et Tencin, et dans des villes belges telles que Bruxelles et Charleroi.
Le premier siège du groupe se situait dans un immeuble de Malakoff, au sud de Paris.

## Activités du groupe

### Fourniture d'énergie
Direct Énergie est un fournisseur d'électricité et de gaz en France et en Belgique (via Poweo) pour les particuliers, les entreprises, les collectivités locales et les grands consommateurs industriels et commerciaux (via Direct Énergie EBM Entreprises).
Au 31 décembre 2017, Direct Énergie comptait plus de 2,6 millions de clients français et belges, dont près de 2 millions pour l'électricité et près de 600 000 pour le gaz. Le groupe se présente alors comme le troisième acteur français de l'électricité et du gaz. Auparavant, la société comptait 45 000 clients en 2005, 596 401 en juin 2010 et 696 077 au 31 décembre 2011. Après la fusion avec Poweo, le nouvel ensemble comptait plus d'un million de clients en 2012, près de 1,3 million en 2014 et plus de 1,6 million en 2015.
En 2017, le groupe a vendu 22,6 TWh d'énergie, dont 16 TWh d'électricité et 6,6 TWh de gaz. Les années précédentes, il n'a vendu que 8,4 TWh d'énergie en 2014 et 11,5 TWh en 2015.
Total Direct Energie comptait plus de 4 millions de clientsen 2018 et plus de 5 millions de clients fin 2021.

### Production d'énergie

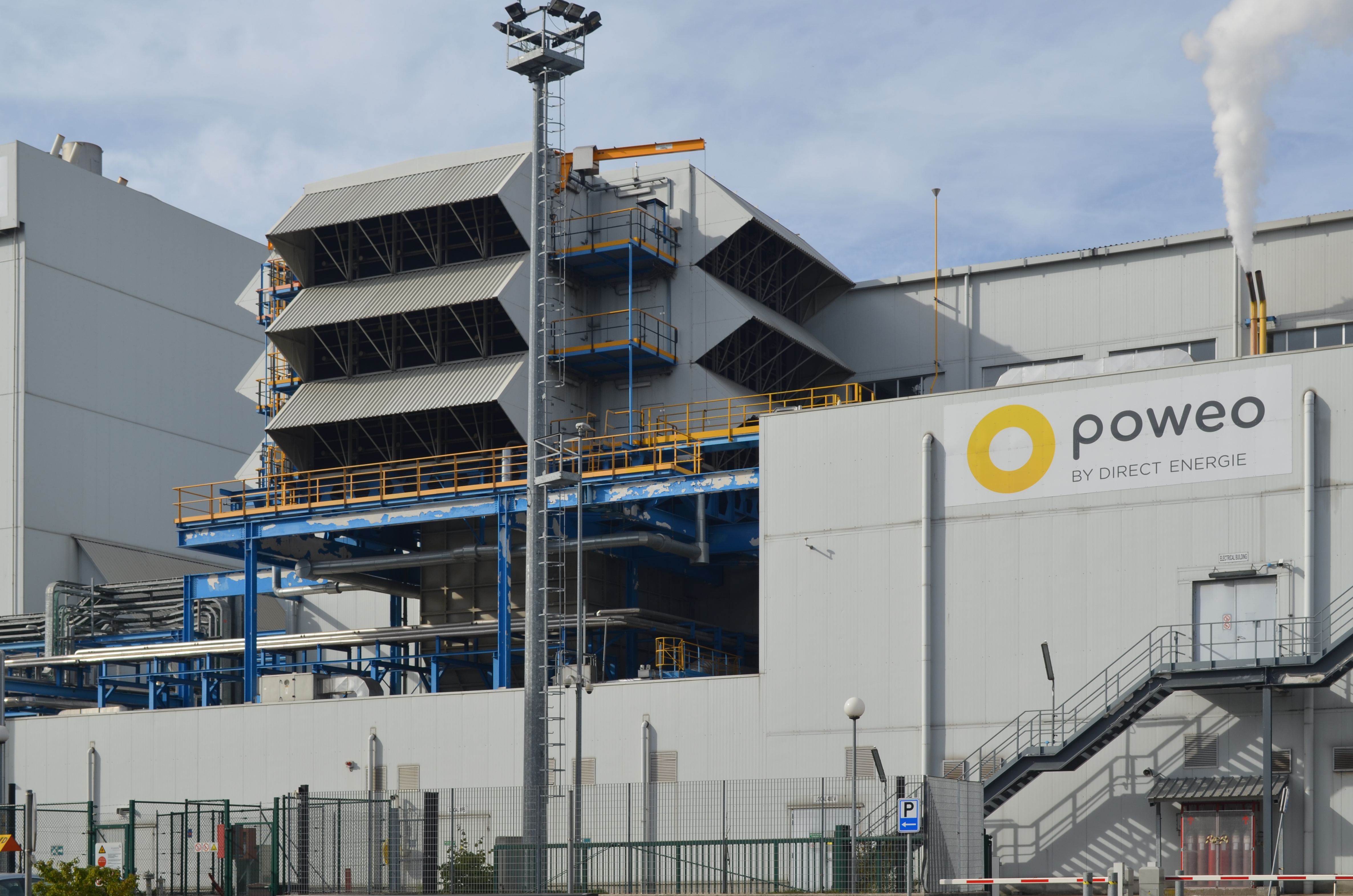
Centrale énergétique à Marchienne-au-Pont (Belgique)

Direct Énergie est également un producteur d'électricité et de gaz. Cela lui permet d'être moins dépendant des autres acteurs du marché — avec lesquelles elle est en concurrence — et des variations des prix de gros de l'énergie.
Le groupe développe la production thermique pour pallier l'intermittence des énergies renouvelables. Il exploite deux centrales thermiques à cycle combiné au gaz naturel représentant une capacité totale de 800 MW : l'une de 408 MW à Bayet (France) depuis 2016 et l'autre de 400 MW à Marcinelle (Belgique) depuis 2017. Deux autres centrales sont en projet à Landivisiau dans le Finistère et à Hambach en Moselle, d'une puissance respective de 400 et 892 MW,,.
Le groupe est présent dans la filière du biométhane — un biogaz issu de la dégradation naturel biologique de la matière organique — par deux moyens : l'achat et la production. Il achète 7 GWh/an de biométhane à l'unité de méthanisation agricole de la SCEA des Longchamps située à Belfort et 19 GWh/an à la société Biogaz du Vermandois. Il met en place en Bretagne le projet CoBiogaz de production de biométhane agricole multi-sites associé à un système de collecte devant assurer 17 GWh de biogaz par an,.
Le groupe se prépare au renouvellement des concessions hydroélectriques attribuées par l'État, propriétaire des barrages, jusque-là concédées aux opérateurs historiques. Une quinzaine de concessions d'une durée de 75 ans arrivent à échéance dans les années 2010.
Le groupe possédait de 2011 à 2012 les deux centrales éoliennes de la Fage et du Puech, d'une puissance cumulée de 16 MW. Il était également présent dans les énergies renouvelables via sa filiale Neoen de 2008 à 2011. Cette dernière est désormais propriété d'Impala SAS et cotée à Euronext depuis octobre 2018, pour une capitalisation totale supérieure à 1 milliard d'euros. Les capacités éoliennes et solaires de Quadran complètent le parc de Direct Énergie depuis 2017 avec une capacité de production de 550 MW (éolien, solaire, biogaz, hydroélectricité).
Au premier trimestre 2023, la puissance installée des centrales électriques de TotalEnergies atteint 17,9 GW, en hausse de 68 % sur un an.

### Batteries: Stockage électrique
Afin de garantir une bonne sécurité d'approvisionnement et une quantité suffisante d'électricité sur le réseau électrique, TotalEnergies a lancé plusieurs projets de stockage d'énergies par batteries qui sont un complément essentiel aux énergies renouvelables.
Le groupe a comme objectif de développer 5 GW de capacités de stockage d'électricité par batteries dans le monde. TotalEnergies sera aidée dans le développement des différents projets par sa filiale Saft, experte dans ce domaine technologique.
La construction à Anvers de son plus grand parc de stockage par batteries en Europe, sera opérationnelle à partir de 2024. Ce parc aura une puissance de 25 MW et une capacité de 75 MWh.

## Communication

### Sponsoring
Direct Énergie était le partenaire officiel de l'équipe de football de l'Olympique de Marseille pour deux saisons de 2008 à 2010,.
En 2016, l'entreprise devient le sponsor-titre de l'équipe cycliste continentale professionnelle vendéenne dirigée par Jean-René Bernaudeau et précédemment sponsorisée par Europcar. L'équipe cycliste Total Direct Énergie a compté notamment dans ses rangs Thomas Voeckler, Bryan Coquard, Sylvain Chavanel, Lilian Calmejane ou Niki Terpstra.

### Logos

De 2003 à 2009.
De 2009 à 2012.
De 2012 à 2019.
Depuis le 28 mai 2021.

### Slogans
- [Quand ?]: « La même électricité moins chère »
- septembre 2007 : « Vous y gagnez, la Planète aussi »[62]
- 2009 : « L'électricité moins chère et plus verte »[63]
- janvier 2013 : « Mon énergie, tout simplement »[64]
- Depuis le 11 avril 2019 : « Vous en faites déjà beaucoup, à nous d'en faire plus. »

## Lobbying
Direct énergie déclare à la Haute Autorité pour la transparence de la vie publique exercer des activités de lobbying en France pour un montant qui n'excède pas 300 000 euros sur le second semestre 2017.
Direct énergie est inscrit depuis 2017 au registre de transparence des représentants d'intérêts auprès de la Commission européenne, et déclare en 2018 pour cette activité des dépenses annuelles d'un montant compris entre 25 000 et 50 000 euros.

## Critiques
En 2009, l'association UFC-Que choisir assigne Direct Énergie en justice, l'accusant de pratiques commerciales agressives. Certains démarcheurs du fournisseur alternatif se font passer plus ou moins explicitement pour des agents d'EDF afin d'obtenir la signature des consommateurs sur un bulletin de souscription ou de récupérer une facture et procéder à un changement de fournisseur. Le médiateur national de l'énergie aurait reçu 900 contestations de contrats concernant la société, soit 41 % des 2 300 contestations reçues en 2009. La société se défend d'avoir généralisé un tel système et précise poursuivre en justice les commerciaux qui auraient des agissements abusifs,. En 2016, Direct Énergie est la troisième entreprise — derrière Engie et ENI — cumulant le plus de litiges auprès du médiateur de l'énergie concernant le démarchage par téléphone et Internet. D’après le rapport du Médiateur de l’Énergie publié en mai 2018, Direct Energie a cumulé 61 litiges sur l’année 2017 concernant ses méthodes commerciales, l’entreprise se place 4e au classement des fournisseurs d’électricité en nombre de litiges. En mai 2019, le médiateur de l’énergie Jean Gaubert pointe à nouveau les défaillances de l’entreprise en mettant en cause ses méthodes abusives de démarchage. En août 2024, le régulateur de la publicité en Afrique du Sud a jugé que la façon dont TotalEnergies fait la promotion du développement durable dans une campagne publicitaire dans ce pays est trompeuse. La campagne visée a été réalisée en collaboration avec l'autorité sud-africaine de protection de la nature, Sanparks, pour encourager les gens à visiter les parcs nationaux du pays.
TotalEnergies a été également été accusé de green-washing par Greenpeace en 2022 qui, dans un rapport, a montré que l'entreprise sous-estime très largement les gaz à effets de serre qu'elle émet. L'ONG estime que ses émissions sont presque 4 fois plus élevées que ce qu'elle prétend lors de la présentation de son projet "Zéro carbone". Total attaque GreenPeace en justice en avril 2023 pour diffusion d'information fausses et trompeuses, mais le Tribunal judiciaire de Paris fera annuler la procédure.
De même, Le 21 mai 2024, le groupe est accusé d’atteinte à la biodiversité et d’homicide involontaire par 3 ONG (Bloom, Alliance Santé Planétaire et Nuestro Futuro) ainsi 8 personnes issues du monde entier qui ont porté plainte au Tribunal judiciaire de Paris.